# Polystalactica muscula
Polystalactica muscula är en skalbaggsart som beskrevs av Hermann Julius Kolbe 1895. Polystalactica muscula ingår i släktet Polystalactica och familjen Cetoniidae. Inga underarter finns listade i Catalogue of Life.